# 菅井誠美

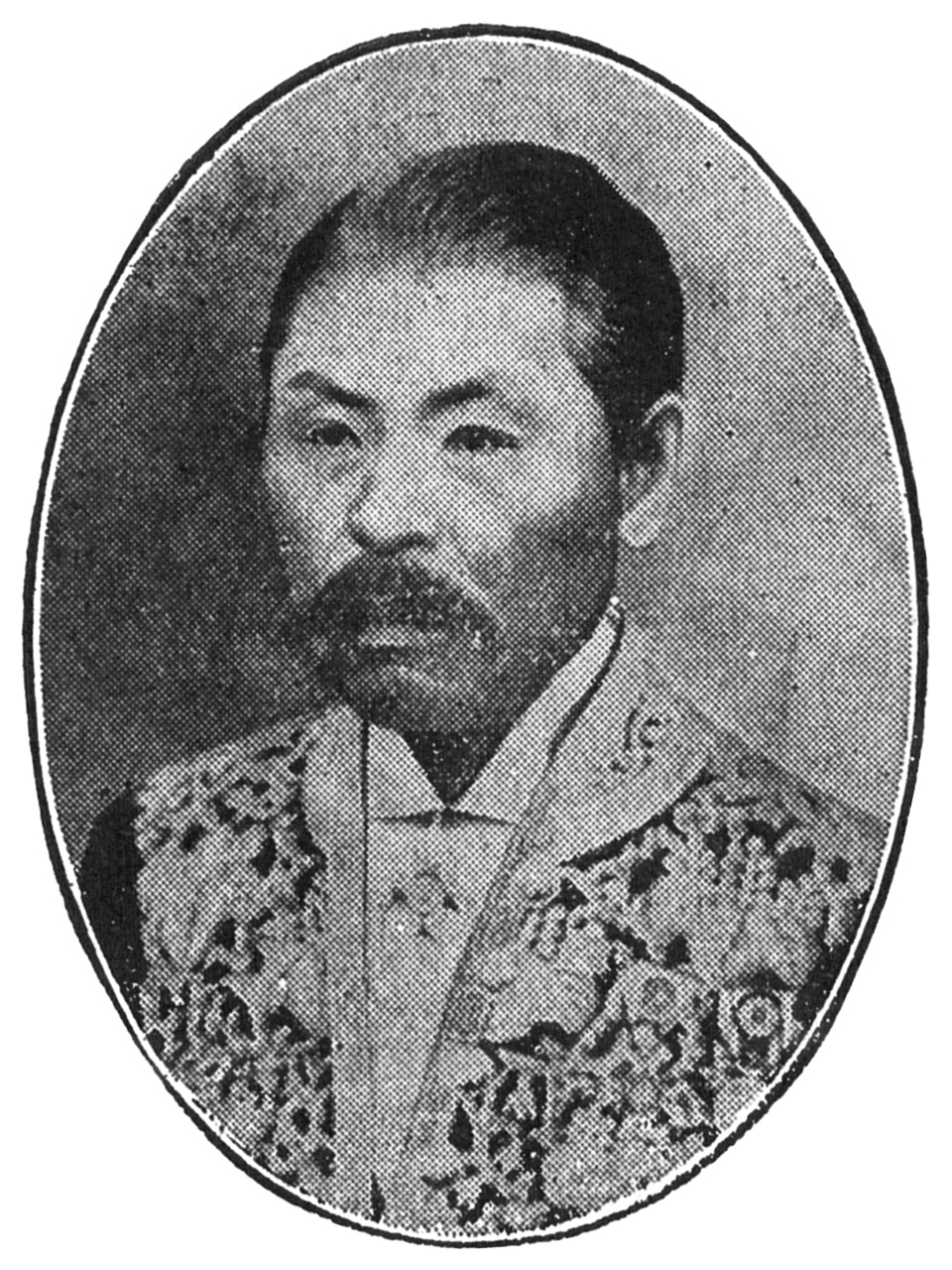
菅井誠美

菅井 誠美（すがい まさみ、1849年3月16日（嘉永2年2月22日） - 1931年（昭和6年）3月18日）は、幕末の薩摩藩士、明治期の内務・警察官僚。官選県知事。旧姓・佐藤。

## 経歴
薩摩藩士・佐藤夢介の三男として生まれる。明治3年（1870年）4月、菅井誠貫の養子となる。
その後、新政府に出仕し警視庁に勤務。1877年1月、同郷の警視庁警部、中原尚雄たちと帰郷し、西郷隆盛らの動向を探索中に私学校党に捕えられ、西南戦争勃発の遠因となった。
その後、熊本県書記官、宮城県警部長、神奈川県警部長などを歴任。1893年1月、三池集治監典獄に就任。看守の服務、囚徒の動作の内規化に尽力し、監獄運営の改善に取り組んだ。1899年1月、愛知県書記官に転任。さらに警視庁警視・総監官房主事を務めた。
1902年12月、栃木県知事に就任。同年2月の足尾台風による風水害からの復旧に尽力。1904年1月、愛媛県知事に転任。同年11月17日に知事を休職。その後、私立獣医学校長を務めた。

## 栄典・授章・授賞
位階
- 1903年（明治36年）4月20日 - 正五位[6]

勲章等
- 1906年（明治39年）4月1日 - 勲三等瑞宝章[7]・明治三十七八年従軍記章[8]